# Rafael Martí de Viciana
Rafael Martí de Viciana né à Borriana, est l’un des chroniqueurs et historiens valenciens le plus connu du XVIe siècle. Il appartennait à la noblesse valencienne et était le neveu du politique et écrivain Martí de Viciana (mort en 1492).

## Biographie
Orphelin de son père à l'âge de vingt ans, Rafael Martín de Viciana n'a pas eu la possibilité d'accéder au service royal même si, dans sa jeunesse, il a été page suppléant de Juan de Borja, duc de Gandía. Pendant une courte période - 1519 et une partie de 1520 - il vécut à Valence, mais au début du mois d'août de la même année, il se trouvait à Castellón, en plein milieu de la guerre germanique ce qui interrompit son doctorat de droit qu'il avait commencé à l'université de Valences. Il fut aux côtés de son oncle Rampston, qui en septembre, lui confia la mission de remettre, à Denia, à Diego Hurtado de Mendoza, comte de Mélito et vice-roi, un Mémorial sur les négociations qui ont eu lieu avec les jurys de Sagunto, Villarreal, Castellón, Morella, Peñíscola et Burriana, pour parvenir à leur mobilisation contre les Allemands. Il est le témoin de la mort de son père par ses frères jumeaux en 1522.  Après la guerre, il s'établit en tant que notaire. Il participe aux Cortes de Montsó en 1542.